# Pacific Highway
Pacific Highway – nazwa drogi łączącej Sydney w Nowej Południowej Walii z Brisbane w Queenslandzie, przebiegającej  wzdłuż wybrzeża Pacyfiku w Australii. Jest częścią szlaku Highway 1.

## Oznakowanie
Pacific Highway wchodzi w skład kilku różnych dróg z oznaczeniem numerycznym:
 – droga metropolitarna 1 – w aglomeracji Sydney, na odcinku od osiedla Artarmon do osiedla Wahroonga
 – droga stanowa 83 – na odcinku z Sydney do San Remo
 – droga stanowa 111 – z San Remo do Hexham
 – droga krajowa 1 – z Hexham do granicy Nowej Południowej Walii i Queenslandu
(W związku z trwającym przechodzeniem stanu Nowa Południowa Walia na nowy system numeracji dróg, powyższe oznaczenia mogą być używane zamiennie z nowym:  droga stanowa A1)

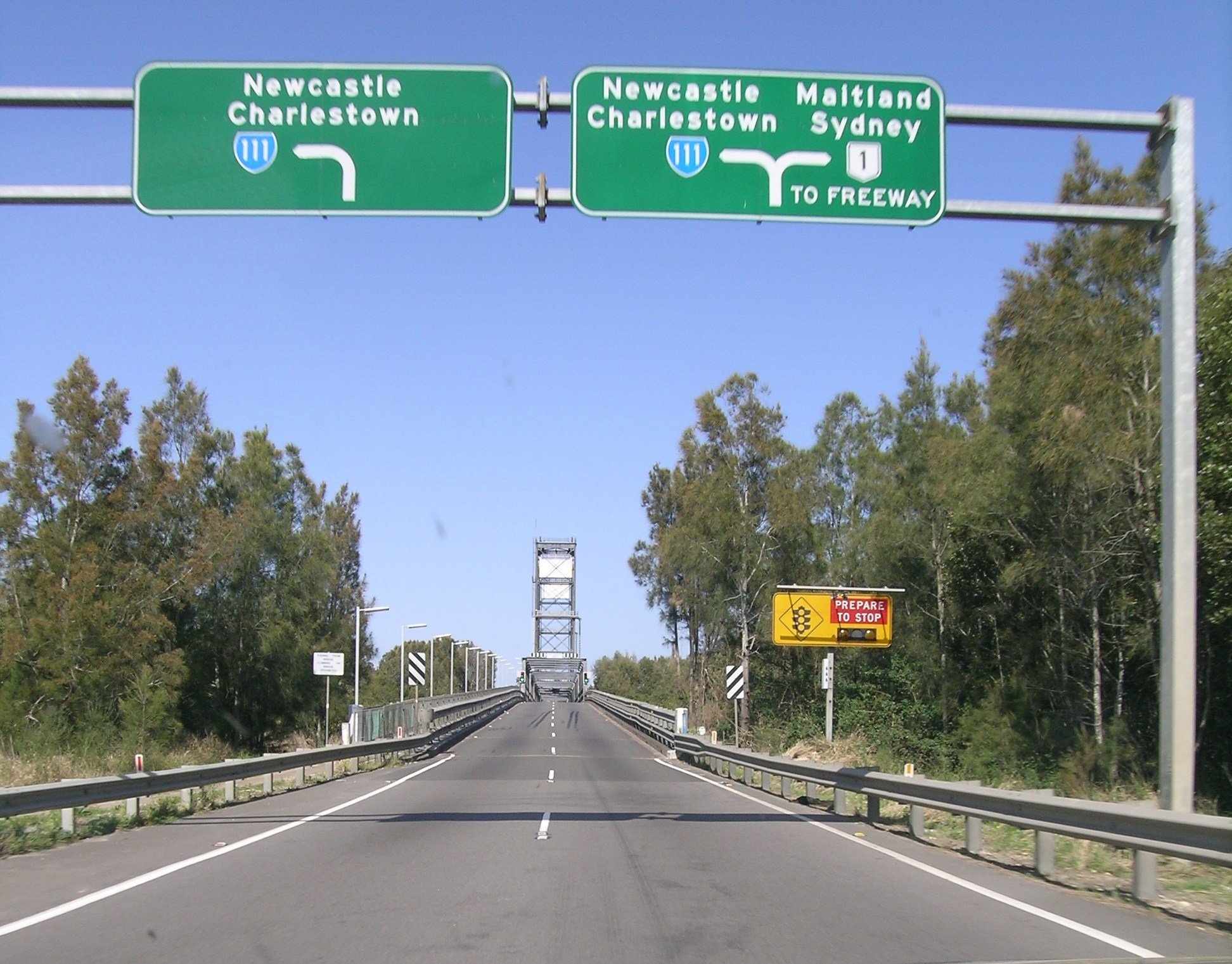
Hexham

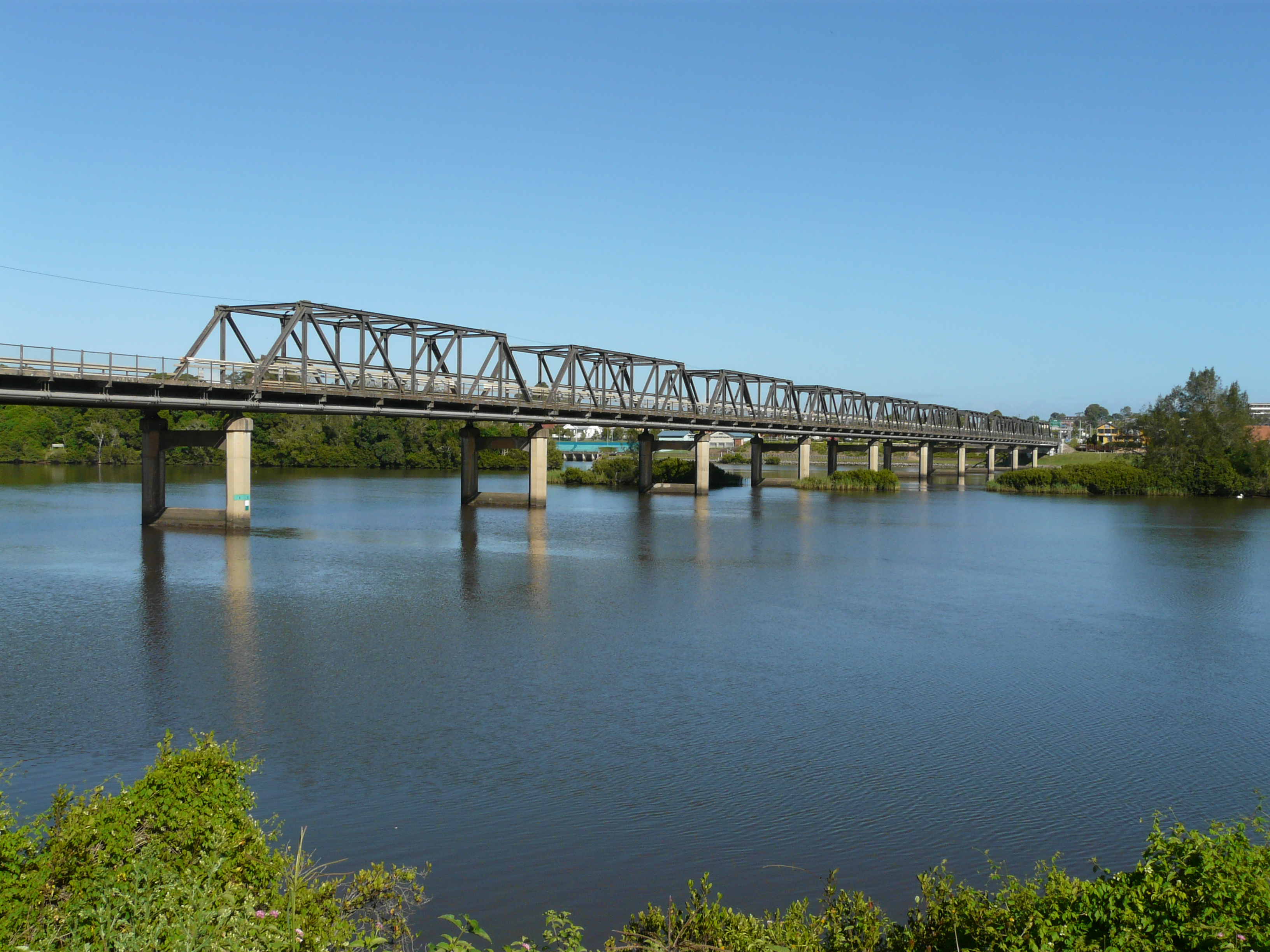
Taree

droga stanowa M1 – od granicy stanów do Brisbane
 – droga metropolitarna 1 (ponownie) – na ostatnim odcinku, już w Brisbane

## Mapa
- Mapa. rta.nsw.gov.au. [zarchiwizowane z tego adresu (2009-09-14)].

## Kamera
- Sydney (Chatswood)